# دوغ بالدوين
دوغ بالدوين هو لاعب هوكي الجليد كندي، ولد في 2 نوفمبر 1922، وتوفي في 10 يوليو 2007.

## وصلات خارجية
- دوغ بالدوين على موقع دوري الهوكي الوطني (الإنجليزية)
- دوغ بالدوين على موقع قاعة مشاهير الهوكي (لاعب أن.إتش.أل) (الإنجليزية)
- دوغ بالدوين على موقع EliteProspects.com (الإنجليزية)
- دوغ بالدوين على موقع HockeyDB.com (الإنجليزية)
- دوغ بالدوين على موقع Hockey-Reference.com (الإنجليزية)